# Siete capitanes en jefe
Los siete capitanes en jefe (en húngaro: Főkapitány) fueron un grupo de nobles que gobernaron el Reino de Hungría en ausencia del niño rey Ladislao el Póstumo. 
Después de la muerte del rey Vladislao III Jagellón en la batalla de Varna en 1444, la Dieta de Hungría, que se reunió en abril de 1445, tomó la decisión de que si Vladislao no regresaba (todavía no estaban seguros de su muerte), reconocerían al niño Ladislao de Habsburgo, conocido como el Póstumo, como rey si el emperador del Sacro Imperio Romano Germánico, Federico III de Habsburgo, renunciaba a sus derechos como tutor y enviaba a Hungría a Ladislao junto con la corona de san Esteban. Durante la ausencia de Ladislao, la Dieta de Hungría y los estamentos del reino gobernaron el reino; estuvo representado por seis capitanes en jefe designados por los estamentos de entre sus propios miembros: Juan Hunyadi, Nicolás Újlaki, Jorge Rozgonyi, Miguel Ország y Pancracio Szentmiklósi y Emerico Bebek II. Después Jan Jiskra se unió a ellos como el séptimo miembro. El país se dividió en cuatro zonas entre los capitanes. El mandato de Hunyadi se extendió a la región de Transtisza junto con Transilvania, Újlaki gobernó al otro lado del río Tisza y Transdanubia. Los otros cinco capitanes en jefe comandaban los dos distritos de las tierras altas. El papel de los capitanes en jefe restaurar el orden interno en la zona que se les asignó. Esto se hizo más difícil por el hecho de que varios de los principales capitanes se encontraban entre los más grandes nobles de Hungría. El gobierno de los siete capitanes en jefe se prolongó hasta 1446 cuando Juan Hunyadi fue elegido regente de Hungría.